# Högahylte

Högahylte är platsen för en medeltida gård strax söder om Markaryd.
Namnet på gården är osäkert, några skriftliga källor som omtalar gården finns inte. De äldsta kartorna över gårdstomten kallar området för Högahylte, vilket kan vara det gamla gårdsnamnet. Tomten låg då på den gemensamma utmarken för byarna Köphult, Berg och Hylte. Före 2002 var endast ett område med odlingsrösen och två större slaggområden kända som visade att odling och järnframställning förekommit på platsen. I samband med omdragningen av E4 förbi Markaryd undersöktes området arkeologiskt och en nästan komplett medeltida gård visade sig ligga inom undersökningsområdet. Efter undersökning blev lämningen helt borttagen med anledning av motorvägsbygget.  I området omkring gården finns idag fossil åkermark.
Gården verkar ha anlagts vid mitten av 1200-talet, och övergavs i mitten eller slutet av 1300-talet eller senast under början av 1400-talet.

## Fotnoter
1. ↑  276, Riksantikvarieämbetet.
2. ↑  75:1, Riksantikvarieämbetet.